# Александровка (Єльниківський район)
Алекса́ндровка (рос. Александровка, ерз. Александровка) — присілок у складі Єльниківського району Мордовії, Росія. Входить до складу Новодівиченського сільського поселення.
Населення — 114 осіб (2010; 158 у 2002).
Національний склад (станом на 2002 рік):
- росіяни — 97 %